# 希伯伦镇区 (伊利诺伊州)
希伯伦鎮區（英語：Hebron Township）是位於美國伊利諾伊州麥克亨利縣的一個行政鎮區。

## 地方資料
根據2010年美國人口普查的數據，希伯伦鎮區的面積為85.40平方千米，當中陸地面積為85.40平方千米，而水域面積為0.00平方千米。當地共有人口2296人，而人口密度為每平方千米26.89人。